# Jeugny
Jeugny é uma comuna francesa na região administrativa de Grande Leste, no departamento de Aube. Estende-se por uma área de 15,85 km². Em 2010 a comuna tinha 491 habitantes (densidade: 31 hab./km²).